# Bruno Censore
Bruno Censore (Serra San Bruno, 6 agosto 1958) è un politico italiano.

## Biografia
Sposato e padre di tre figli, laureato in economia e commercio presso l'Università degli studi di Napoli "Federico II", è insegnante di scuola superiore, dottore commercialista e revisore dei conti. È stato nominato consigliere d'amministrazione, revisore dei conti e consulente presso Enti ed Istituzioni come la Fincalabra Finanziaria Regionale, l'A.T.E.R.P, la Telcal, il Consorzio Crati Sviluppo dell'Università della Calabria e parco regionale delle Serre. Inizia la sua attività politica iscrivendosi al Partito Comunista Italiano negli anni '80; successivamente ricopre incarichi di partito nei Democratici di Sinistra e nel PD. Consigliere comunale di Serra San Bruno negli anni '90, nel 2002 viene eletto sindaco a capo della lista di centro-sinistra "La Serra". Rimarrà in carica fino al 2005, anno in cui viene eletto al Consiglio regionale della Calabria tra le file dei DS, ottenendo 5.795 voti nel collegio di Vibo Valentia. 
In vista delle successive competizioni regionali del 2010 si presenta alle primarie per la scelta del candidato Presidente del centro-sinistra; alla competizione partecipano, oltre Censore, anche Giuseppe Bova e il presidente uscente Agazio Loiero, il quale risulterà vincitore. Censore viene comunque rieletto nel collegio vibonese, dove ottiene 8.167 preferenze. Nel consiglio regionale è stato Presidente della Sesta Commissione "Affari dell'Unione Europea e Relazioni con l'Estero" e Presidente del Comitato Regionale di Controllo Contabile; ha ricoperto, inoltre, il mandato di vicepresidente della commissione contro il fenomeno della mafia in Calabria.

### Deputato della Repubblica Italiana
Il 29 dicembre 2012 si presenta alle primarie del PD nella provincia di Vibo Valentia, indette per eleggere i candidati del partito al Parlamento Italiano, nelle quali otterrà 5.460 voti, prevalendo così sull'ex presidente della provincia vibonese Francesco De Nisi. Alle elezioni politiche del 2013 è candidato in settima posizione. Alla fine verrà eletto alla Camera dei deputati nella Circoscrizione Calabria grazie al premio di maggioranza conquistato dal PD in ambito nazionale. 
Viene ricandidato per il Partito Democratico alle successive elezioni politiche del 2018, non riesce a riconfermarsi come deputato, venendo battuto, nel collegio uninominale Vibo Valentia - Soverato, sia dalla candidata del centrodestra Wanda Ferro che dall'esponente del Movimento 5 Stelle, Dalila Nesci.